# Aliasing (przetwarzanie sygnałów)
Aliasing – nieodwracalne zniekształcenie sygnału w procesie próbkowania wynikające z niespełnienia założeń twierdzenia o próbkowaniu. Zniekształcenie objawia się obecnością w wynikowym sygnale składowych o błędnych częstotliwościach (aliasów).

## Przyczyna aliasingu
Aliasing wynika z niejednoznacznej reprezentacji sygnału okresowego przez ciąg jego wartości chwilowych (próbek) pobranych w równych odstępach (patrz rysunek).

Przykład dwóch różnych sinusoid pasujących do tego samego wzoru próbek. W rzeczywistości jest nieskończenie wiele takich sinusoid, które przechodzą przez ten sam zbiór punktów

Dokonując próbkowania sygnału z częstotliwością {\displaystyle f_{s},} nie można odróżnić sygnału harmonicznego o dowolnej częstotliwości {\displaystyle f_{0}} od przebiegu harmonicznego o częstotliwościach {\displaystyle k\cdot f_{s}\pm f_{0}.} Próbki sygnału o wysokiej częstotliwości mogą być mylnie zinterpretowane jako próbki sygnału o niższej częstotliwości. Częstotliwość po spróbkowaniu można obliczyć z zależności:
{\displaystyle f=|n\cdot f_{s}-f_{0}|,}
gdzie {\displaystyle n\cdot f_{s}} jest wielokrotnością częstotliwości próbkowania leżącą najbliżej częstotliwości {\displaystyle f_{0}}. Ta niejednoznaczność prowadzi do błędnego odtworzenia składowych widmowych przy rekonstrukcji sygnału ciągłego poprzez interpolację.

## Interpretacja w dziedzinie częstotliwości
W dziedzinie częstotliwości widmo sygnału zostaje w procesie próbkowania zwielokrotnione w ten sposób, że kopia widma pierwotnego zostaje umieszczona w każdej całkowitej wielokrotności {\displaystyle f_{s},} po obu stronach osi częstotliwości.
Jeśli maksymalna częstotliwość sygnału próbkowanego (szerokość jego widma) przekracza połowę częstotliwości próbkowania {\displaystyle f_{s},} to kolejne powtarzające się widma zaczynają się na siebie nakładać. Zgodnie z twierdzeniem Kotielnikowa-Shannona nie da się odtworzyć oryginalnego sygnału z tak zniekształconych próbek.

## Uniknięcie aliasingu
Aby uniknąć aliasingu należy zapewnić, aby sygnał próbkowany był ograniczony pasmowo do częstotliwości Nyquista, czyli połowy częstotliwości próbkowania. Można to uzyskać przez ograniczenie widma sygnału przy pomocy filtra nazywanego filtrem antyaliasingowym. Filtr ten powinien mieć szerokość pasma mniejszą niż połowa częstotliwości próbkowania. Zazwyczaj stosuje się filtry o wyraźnie mniejszej szerokości pasma przepustowego, po to aby uwzględnić niewielkie tłumienie, które zachodzi na odcinku przejściowym charakterystyki filtra oddzielającego pasmo przepustowe od pasma zaporowego.
W praktyce, ze względu na to, że żaden sygnał o skończonym czasie trwania nie ma ograniczonego pasma (co wynika z właściwości transformacji Fouriera), a żaden filtr nie tłumi idealnie w swoim paśmie zaporowym, aliasing występuje zawsze. W prawidłowo zaprojektowanym systemie wykorzystującym próbkowanie sygnału dąży się do minimalizacji tego zjawiska, aby amplituda składowych aliasowych była pomijalnie mała.

## Kompensacja aliasingu
W wielu nowoczesnych systemach cyfrowego przetwarzania sygnałów obecność nawet silnego aliasingu jest nieunikniona. Zamiast walczyć z aliasingiem stosując filtry o stromym nachyleniu charakterystyki amplitudowej, systemy takie projektuje się w ten sposób, aby składowe aliasowe kompensowały się w końcowym etapie przetwarzania. Na przykład w zespołach filtrów podpasmowych silne składowe są obecne w każdym paśmie, natomiast ulegają skasowaniu przy sumowaniu pasm na wyjściu.